# Pinhalzinho (São Paulo)
Pinhalzinho – miasto i gmina w Brazylii, w stanie São Paulo. Znajduje się w mezoregionie Campinas i mikroregionie Amparo.